# Rozogi (stacja kolejowa)
Rozogi – zlikwidowana wąskotorowa stacja kolejowa w Rozogach na linii kolejowej Spychowo Wąskotorowe – Myszyniec, w powiecie szczycieńskim, w województwie warmińsko-mazurskim, w Polsce.